# Mikroregion Santa Maria da Vitória

Mikroregion Santa Maria da Vitória

Mikroregion Santa Maria da Vitória – mikroregion w brazylijskim stanie Bahia należący do mezoregionu Extremo Oeste Baiano. Ma powierzchnię 24.682,00920 km²

## Gminy
- Canápolis
- Cocos
- Coribe
- Correntina
- Jaborandi
- Santa Maria da Vitória
- Santana
- São Félix do Coribe
- Serra Dourada